# Hiscox
 (avril 2011).
Si vous disposez d'ouvrages ou d'articles de référence ou si vous connaissez des sites web de qualité traitant du thème abordé ici, merci de compléter l'article en donnant les références utiles à sa vérifiabilité et en les liant à la section « Notes et références ».
Hiscox est un assureur spécialisé qui intervient dans le domaine des objets d’art, des patrimoines de valeur, de la responsabilité civile professionnelle, du terrorisme et des risques spatiaux. Créé en 1946 et coté à la Bourse de Londres, il est présent dans l'indice FTSE 250.

## Hiscox
Groupe international d’assurances spécialisées fondé en 1901 et coté à la Bourse de Londres, Hiscox assure des patrimoines de valeur (résidences de standing, collections d’objets d’art…) et des risques professionnels (responsabilité civile professionnelle, responsabilité des dirigeants …). 
Il existe trois entités majeures au sein d’Hiscox :
- Hiscox Global Markets, qui intervient à travers le Syndicat 33 des Lloyd’s sur le marché de Londres et qui souscrit principalement des risques internationaux, généralement importants et complexes et qui nécessitent d’être partagés par plusieurs assureurs ou qui requièrent les licences internationales des Lloyd’s (avions, satellites, navires, risques politiques, risques de guerre, enlèvement, terrorisme) ;
- Hiscox International, qui regroupe les activités aux Bermudes (réassurance), à Guernesey (œuvres d’art, enlèvement & rançon) ainsi que les activités aux États-Unis (risques pour les professionnels, œuvres d’art et clientèle privée) ;
- Hiscox UK et Europe, qui officie sur les marchés hors Lloyd’s au Royaume-Uni et en Europe continentale et qui souscrit une large gamme de risques pour les professionnels et particuliers.

## Principaux actionnaires
Au 22 janvier 2020:
| Fidelity Management & Research                  | 6,42% |
| BlackRock Investment Management                 | 6,22% |
| FIL Investment Advisors                         | 5,61% |
| MFS International                               | 5,52% |
| Invesco Asset Management                        | 4,55% |
| Capital Research & Management (World Investors) | 4,19% |
| Franklin Templeton Investment Management        | 4,04% |
| Massachusetts Financial Services                | 3,64% |
| Threadneedle Asset Management                   | 2,92% |
| The Vanguard Group                              | 2,91% |

## Historique
Le groupe s'est développé à partir de 1901 lorsque la société Roberts, société de souscription d'assurance maritime, devient membre des Lloyd’s. En 1938, Ralph Hiscox (père du Président actuel) rejoint la société Roberts et crée le « Syndicat 33 » pour souscrire de l'assurance non-maritime.
En 1946, Ralph Hiscox et la famille Roberts s'associent pour former Roberts & Hiscox, en tant qu'organisme de gestion (gérant des syndicats des Lloyd's) et représentants de membres (conseillant des Membres des Lloyd's).
En 1967, Ralph Hiscox devient président du Lloyd’s. Son fils Robert, qui a rejoint l’entreprise 2 ans plus tôt se spécialise dans les œuvres d’art et l’individuelle accident. Lorsqu’en 1970 Ralph décède, Robert Hiscox reprend la tête du groupe. En  1993, Robert Hiscox est nommé Vice-président du Lloyds, Bronek Masojada rejoint Hiscox holdings en tant que Directeur général et le premier bureau hors du Royaume-Uni ouvre à Paris. La même année, En 2000, Bronek Masojada devient président directeur général d’Hiscox plc. En 2006, le siège du Groupe est transféré aux Bermudes et les premiers bureaux ouvrent aux États-Unis. En 2009, Hiscox possède 28 bureaux à travers 11 pays, au Royaume-Uni, en Europe et aux États-Unis.

## Hiscox en France - Produits
Implanté en France depuis 1995, Hiscox France commercialise, par l'intermédiaire de courtiers, de partenaires et de son site internet, des contrats d’assurances spécialisés pour les particuliers et pour les professionnels.
Pour les particuliers :
- Les habitations haut de gamme
- Les objets d'art et les collections privées
- Les événements privés
- L'enlèvement et la rançon : Hiscox est le leader mondial de l’assurance kidnapping et rançon (en) avec 65-70 % de parts de marché[7]

Pour les professionnels :
- Assurance Responsabilité civile professionnelle (erreurs et omissions) dans les domaines suivants : 
  - Métiers de l’informatique
  - Métiers du marketing, de la publicité, de la communication et des médias
  - Métiers du conseil en entreprise
  - Métiers du recrutement
  - Métiers de la formation, du coaching
  - Métiers du tourisme
  - Métiers de la sécurité

- Assurance Responsabilité des Dirigeants destinée aux entreprises et associations.

- Assurance tous Risques bureaux pour la couverture des risques liés à l'utilisation des bureaux.

- Assurance Art dans les domaines suivants : 
  - Professionnels de l'art : galeries, antiquaires, marchands, restaurateurs...
  - Musées et Expositions culturelles & commerciales
  - Collections d’entreprises
  - Matériels et équipements mobiles
  - Instruments de musique
  - Groupes d'affinité (contrats de groupements)

- Assurance Événements (dommages et responsabilité civile organisateur) de type : 
  - Événements professionnels
  - Événements culturels et commerciaux

- Assurance Enlèvement & Rançon à destination des  multinationales, PME, PMI... contre toutes formes d'extorsion[8]

## Implantation mondiale
- Bermudes : Hamilton
- Europe : Amsterdam / Bordeaux / Bruxelles / Cologne / Dublin / Guernesey / Hambourg / Lisbonne / Lyon / Madrid / Munich
- Guernesey : St Peter Port
- Royaume-Uni : Birmingham / Colchester / Glasgow / Leeds / Londres / Maidenhead / Manchester
- États-Unis : Armonk (New York) / Atlanta / Chicago / Kansas City (Missouri) / Los Angeles / New York City / San Francisco [3]